# 水晶髑髏

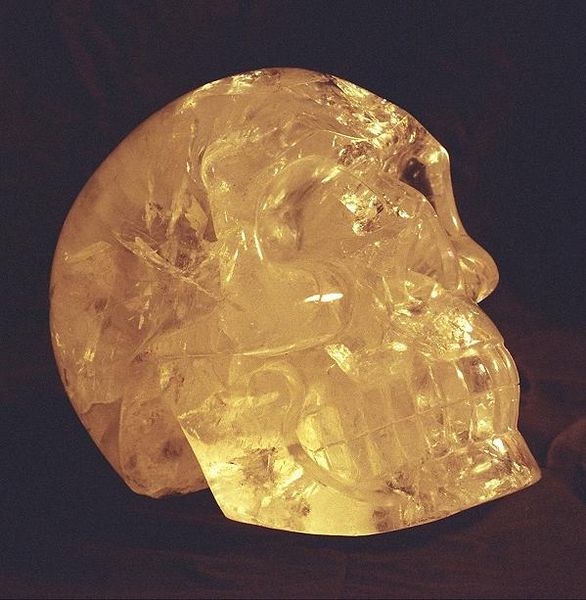
水晶髑髏

水晶髑髏（すいしょうどくろ）は、考古遺物として発見されたとされる水晶で作られた人間の頭蓋骨模型。クリスタル・スカル（Crystal skull）とも。

## 概要
現在、十数個が確認されている。信奉者はマヤ文明やアステカ文明、インカ帝国といった中南米の考古遺物であり、当時の技術水準から考えてあまりにも精巧に造られているオーパーツと主張している。

## ヘッジスの水晶髑髏
一般にはイギリス人のF・A・ミッチェル＝ヘッジスが1927年にイギリス領ホンジュラス (現ベリーズ)南部の古典期の遺跡ルバアントゥンで発見したとされるものを指すことが多い。ミッチェルの養女アンナの17歳の誕生日に発見され、彼らが遺跡の調査を中断して水晶髑髏を私蔵したため、様々な憶測を呼んだ。このヘッジスの水晶髑髏（ヘッジス・スカル、運命の髑髏などとも呼ばれる）は実物大で、解剖学的にみても精緻に造られている。
この髑髏はもともとセントラルロンドンの美術商シドニー・バーニー（en:Sydney Burney）が所蔵していたもので、彼は1943年にサザビーズの競売に出品し、当時のサザビーズのカタログにも登録されている。しかし、バーニーは競売にかけられる直前に髑髏の出品を取り下げてヘッジスに400ポンドで売却した。その数年後に発見したと公表した。さらにアンナがクリスタル・スカルを発見したのは1927年、自分の17歳の誕生日の当日だと語っている。ところがヘッジス一行は1926年にイギリスに帰国していたことがわかっている。しかも、発見者であるとされるアンナもベリーズに入国したことが無いことも判明している。また、発掘作業の写真には水晶髑髏の写真はまったく無く（アンナの写真も）、発掘に参加した他の学者も水晶髑髏の存在を知らなかった。
これらの髑髏の素材となる水晶は硬度の高い物質であり、また割れやすく加工は難しい。しかし、現代の道具を用いなくとも、時間をかけて磨いていけば人間の手でも髑髏への加工は可能と言われている。人力による手作業では300年以上はかかるとする見解もある一方で、手作業で半年ほどで制作してしまうグループもいるという。

### 1970年の鑑定結果
カリフォルニア州にあるヒューレット・パッカードの研究所における1970年代の分析結果によると、
- ヘッジスの水晶ドクロは1個の水晶から造られていて、「下顎骨」部分は取り外し可能である。
- 道具による加工痕がない。また、ひびも入っていない。
- 水晶の石目を無視して彫られている。
- 復顔をした場合、マヤ人と同じモンゴロイドの顔立ちになる。しかし年齢は特定できない。
- 制作年代は不明。

とのことであった。このため、オーパーツではないかという憶測を呼んだ。

### 2008年の鑑定結果
ヘッジス遺族の依頼で2008年4月、スミソニアン研究所で精密な調査が行われ、電子顕微鏡による精密な検査によって水晶髑髏の表面にはダイヤモンド研磨剤など近代技術による加工跡が確認され、この髑髏が制作されたのは「近代」であることが判明し、ベリーズの遺跡で発掘されたものではないと結論付けられた。事実、歯の部分やあごの取り付け部に金属ドリルによる加工痕があることが、以前の調査でも確認されている。古物商によりドイツのイダー＝オーバーシュタインで作られた可能性が高い。

### 特殊なレンズ効果
所有者（および支持者たち）はヘッジスの水晶髑髏には特殊な効果があると主張している。
- 下から光を射すと、眼窩に光が集中する。その光を凝視していると1分弱で大半の人が催眠状態に陥るという主張もある。
- 太陽の光を当てると全体が美しい虹色に光る。
- ロウソクの炎を当てると神秘的な紫色に光る。

この他にも主張者たちは、この特殊なレンズ効果の仕組み・構造は今もって分かっておらず、現在のハイテク技術をも用いてもその再現は不可能であると主張している。
ただし、これらは実際に学術的な研究や検証などが行われた訳ではなく、また水晶の髑髏による効果とされるもののうちの幾つかは生理現象や物性による説明も可能であり、水晶の髑髏に神秘性を求める者たちの主張の域を出ているわけではない。

## その他の水晶髑髏
ヘッジスの水晶髑髏以外のものをいくつか記載する。これらの水晶髑髏も、多くが19世紀以降に工具を使って作られた物である事が判明している。

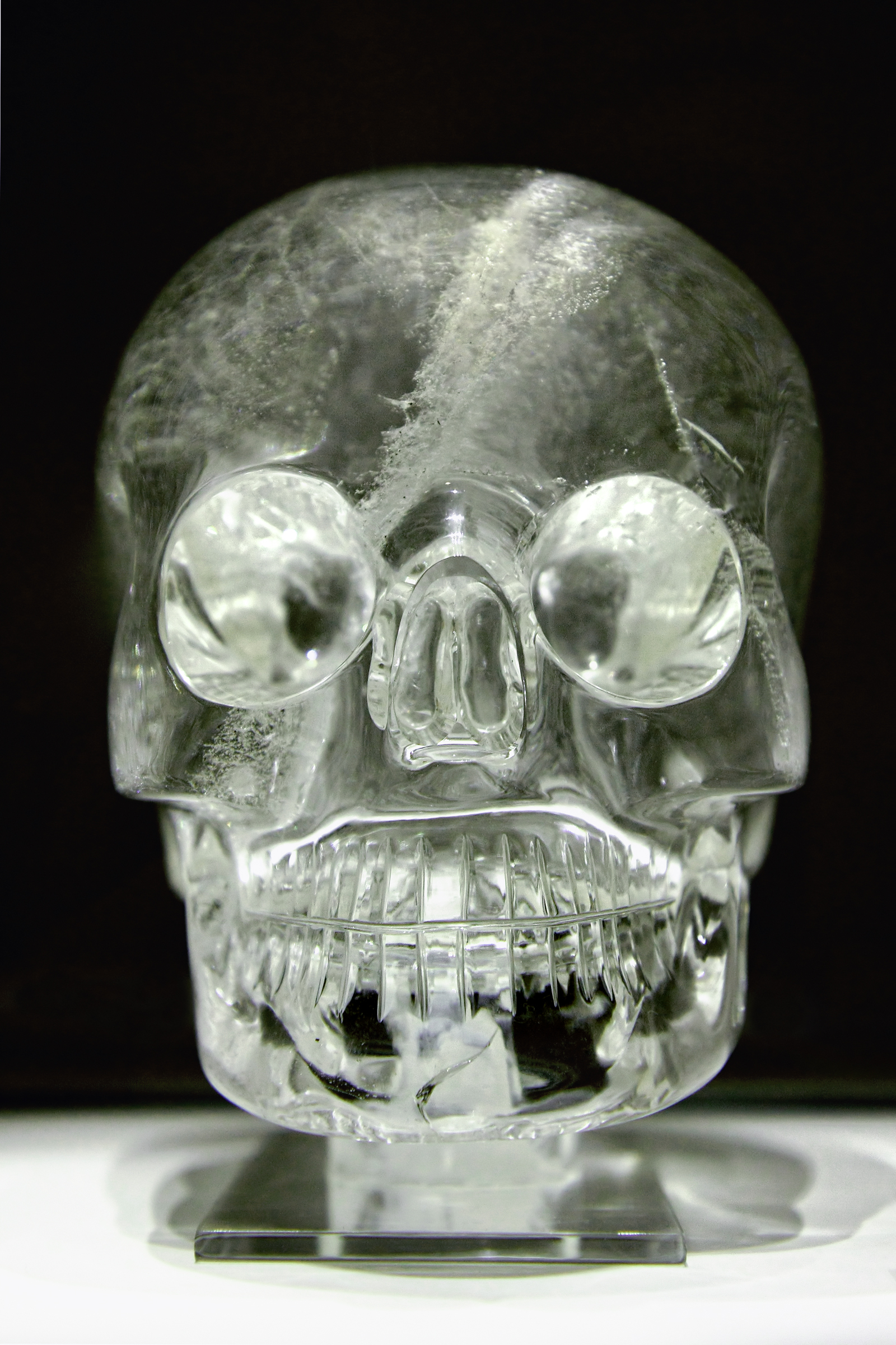
ブリティッシュ・スカル
大英博物館所蔵。アステカの遺跡で発見されたとされたが、後に偽物と判明した。
この髑髏はパリで骨董品店を経営していたフランス人の古物商ユージン・ボバンが所有していた物で、1881年に店に3500フランで展示されたが買い手がつかず、ニューヨークの宝石商ティファニーに950ドルで販売された。ティファニーは1897年に大英博物館に売却した。
円盤型の回転工具による加工痕があり、ヨーロッパで19世紀後半に製作したものであることが判明した。研磨は、ダイヤモンドを混ぜた鉄製工具でなされたとみられている。また含有物の調査により水晶はマダガスカル産であることも判明した。さらに、2008年のスミソニアン研究所の調査でも、回転カッターの跡などが見つかっている。
パリス・スカル
フランス・パリ人類学博物館所蔵。高さ11cm、重さ2.7kg。頭の天辺から底辺まで、垂直な穴が空いている。
この髑髏は、前述のユージン・ボバンがアステカの遺跡から出土したと主張していたもので、ボバンが所有していた二つ目の髑髏である。
ちなみにフランスのケ・ブランリ美術館が所蔵する水晶髑髏は、ブラジル産の原石を使って19世紀後半にドイツで作られた物であることが2008年4月に判明した。
レインボー・スカル
2006年に日本に運ばれ、テレビ朝日系「ドスペ！古代ミステリー秘宝殿」で放送された際にスタジオに登場した。
ETスカル
フロリダに住む人物が所有。前頭葉と上顎が突き出しているためこのように呼ばれる。
マックス・スカル
テキサス州ヒューストンに住む人物が所有。古代マヤ時代の僧官が使用していたものを伝承したとされた。
シャ・ナ・ラー・スカル
サンフランシスコに住む人物が所有。1959年にメキシコの山中で発見したと主張しているが、この人物はパスポートなどの証拠提出は拒否している。
マヤ・スカル
グアテマラで発見され、マヤの神官が所有していたとされているが、発見場所の記録や神官が所有していた証拠は何もない。
アメジスト・スカル
紫水晶で作られた髑髏。現在行方不明。
ローズ・スカル
薔薇水晶で作られた髑髏。メキシコで発見されたとされている。下顎骨部分が取り外し可能。
カース・スカル
スミソニアン博物館所蔵。内部が空洞なのが特徴。1996年の調査で19世紀の偽物と判定され、その後X線回折を用いた調査によりカーボランダムによる加工痕を確認したことから、1950年代以降に作られたものと考えられている。
ほかに
- 57ポンド・スカル
- ヘルメス・スカル
- イカボッド・スカル
- マドレ・スカル
- マハサマトマン・スカル

など。

## オカルトでの人気
オカルト本等では「現代の技術をもってしても再現不可能なオーパーツ」として度々紹介された。
「中南米の古代文明期に製作された水晶のドクロが世界中に全部で13個あり、全部を集めてマヤ暦の最終日である2012年12月21日に1列に並べると強大な力を発揮し、世界の崩壊を防ぐ」といった2012年人類滅亡説と関連したネタもあった。

## 水晶髑髏を題材にしたフィクション
- 「The Crystal Skull」 1996年にマクシス社から発売されたアドベンチャーゲーム。[7]
- 2008年公開の映画『インディ・ジョーンズ/クリスタル・スカルの王国』では、この水晶髑髏をめぐって考古学者のインディアナ・ジョーンズらとソ連軍が争奪戦を繰り広げる。
- スプリガン 第6章「水晶の髑髏」。
- ギャラリーフェイク メキシカン・センチメンタル・ジャーニー part1～part5。単行本29巻収録。主人公藤田玲司が以前手に入れ損ねた水晶髑髏にまつわるストーリー。
- アサシン クリード IV ブラック フラッグ 海賊黄金時代末期の18世紀カリブ海を舞台にしたゲーム。ストーリーの鍵を握る古代文明の遺物として登場。